# Archidiecezja Tirany-Durrës
Archidiecezja Tirany-Durrës (łac.: Archidioecesis Tiranensis-Dyrracena) – katolicka archidiecezja albańska położona w południowej części kraju. Siedziba arcybiskupa znajduje się w katedrze św. Pawła w Tiranie.

## Historia
- 1300 – erygowanie archidiecezji Durrës, która była równocześnie siedzibą metropolii
- około 1400 – zniesienie archidiecezji Durrës.
- 23 grudnia 1992 – odnowienie arcybiskupstwa i zmiana nazwy na archidiecezja Durrës–Tirany przez papieża Jana Pawła II.
- 25 stycznia 2005 – papież Jan Paweł II na mocy konstytucji apostolskiej Solet Apostolica Sedes przekształcił ją w archidiecezję Tirany-Durrës i przeniósł siedzibę arcybiskupa do stolicy Albanii. Jednocześnie podniósł ją do rangi metropolii.

## Biskupi
- ordynariusz – Abp Arjan Dodaj (od 2022)